# Campeonato Africano de Judo de 2015
El XXIV Campeonato Africano de Judo se celebró en Libreville (Gabón) entre el 24 y el 26 de abril de 2015 bajo la organización de la Unión Africana de Judo.
En total se disputaron dieciséis pruebas diferentes, ocho masculinas y ocho femeninas.

## Resultados

### Masculino
| Evento            | Oro                         | Plata                      | Bronce                                               |
| ----------------- | --------------------------- | -------------------------- | ---------------------------------------------------- |
| –60 kg            | Yasin Mudatir Marruecos     | Mohamed El-Kawisah Libia   | Mohamed Yafi Marruecos Bernadin Tsala Tsala Camerún  |
| –66 kg            | Hud Zurdani Argelia         | Husem Jalfaui Túnez        | Imad Basu Marruecos Ahmed El-Kawiseh Libia           |
| –73 kg            | Mohamed Mohyeldin · Egipto  | Osama Dyedi Argelia        | Hamza Barhumi · Túnez · Abdelrahman Mohamed · Egipto |
| –81 kg            | Abdelaziz Ben Amar Túnez    | Ali Hazem · Egipto         | Mohamed Abdelaal · Egipto · Larbi Grini · Argelia    |
| –90 kg            | Abderahman Benamadi Argelia | Zack Piontek Sudáfrica     | Imad Abdelaui Marruecos Osama Snusi Túnez            |
| –100 kg           | Lyes Buyacub Argelia        | Ramadan Darwish · Egipto   | Calvin Fourie Sudáfrica Seidou Nji Mouluh Camerún    |
| +100 kg           | Faisal Yabalá Túnez         | Islam El-Shehabi · Egipto  | El-Mehdi Malki Marruecos Bilal Zuani Argelia         |
| Categoría abierta | Faisal Yabalá Túnez         | Dieudonne Dolassem Camerún | Maisara Al-Nagar · Egipto · Baboukar Mane · Senegal  |

### Femenino
| Evento            | Oro                       | Plata                         | Bronce                                              |
| ----------------- | ------------------------- | ----------------------------- | --------------------------------------------------- |
| –48 kg            | Taciana Lima Guinea-Bisáu | Philomène Bata Camerún        | Asaramanitra Ratiarison Madagascar Olfa Saudi Túnez |
| –52 kg            | Hela Ayari Túnez          | Christianne Legentil Mauricio | Dyazia Hadad Argelia Meriem Musa Argelia            |
| –57 kg            | Nesria Yelasi Túnez       | Ratiba Tariket Argelia        | Hortence Diédhiou Senegal Paule Sitcheping Camerún  |
| –63 kg            | Rizlen Zuak Marruecos     | Imen Aguar Argelia            | Szandra Szögedi Ghana Hélène Wezeu Dombeu Camerún   |
| –70 kg            | Huda Miled Túnez          | Asma Niang Marruecos          | Nada El-Fadli · Egipto · Antónia Moreira · Angola   |
| –78 kg            | Kauzar Ualal Argelia      | Sarah Myriam Mazouz Gabón     | Hortence Atangana Camerún Sara Mzugui Túnez         |
| +78 kg            | Nihel Sheij Ruhu Túnez    | Nadine Wetie Diodjo Camerún   | Sonia Aselah Argelia Monica Sagna Senegal           |
| Categoría abierta | Nihel Sheij Ruhu Túnez    | Sonia Aselah Argelia          | Monica Sagna Senegal Nadine Wetie Diodjo Camerún    |

## Medallero
| Núm. | País         | Oro | Plata | Bronce | Total |
| ---- | ------------ | --- | ----- | ------ | ----- |
| 1    | Túnez        | 8   | 1     | 4      | 13    |
| 2    | Argelia      | 4   | 4     | 5      | 13    |
| 3    | Marruecos    | 2   | 1     | 4      | 7     |
| 4    | Egipto       | 1   | 3     | 4      | 8     |
| 5    | Guinea-Bisáu | 1   | 0     | 0      | 1     |
| 6    | Camerún      | 0   | 3     | 6      | 9     |
| 7    | Libia        | 0   | 1     | 1      | 2     |
| 7    | Sudáfrica    | 0   | 1     | 1      | 2     |
| 9    | Gabón        | 0   | 1     | 0      | 1     |
| 9    | Mauricio     | 0   | 1     | 0      | 1     |
| 11   | Senegal      | 0   | 0     | 4      | 4     |
| 12   | Angola       | 0   | 0     | 1      | 1     |
| 12   | Ghana        | 0   | 0     | 1      | 1     |
| 12   | Madagascar   | 0   | 0     | 1      | 1     |
|      | TOTAL        | 16  | 16    | 32     | 64    |